# Кольб, Аннетта
Анне́тта Кольб (нем. Annette Kolb, полное имя А́нна Мати́льда Кольб, нем. Anna Mathilde Kolb; 3 февраля 1870, Мюнхен — 3 декабря 1967, там же) — немецкая писательница.

## Биография
Дочь немецкого садового архитектора Макса Кольба (нем. Max Kolb; 1829—1915) и французской пианистки Софи Данвен (фр. Sophie Danvin). В 1899 году Кольб выпустила первую книгу (за свой счёт). Во время Первой мировой войны вела активную пацифистскую деятельность, за что подвергалась репрессиям. Благодаря помощи Вальтера Ратенау ей удалось укрыться в Швейцарии. В 1933 году Кольб эмигрировала в Париж, в 1941 году — в Нью-Йорк. Последние годы провела в Мюнхене и была похоронена на местном Богенхаузенском кладбище.
Она всю жизнь ощущала свой дуализм, пытаясь примирить и в жизни, и в творчестве германскую и романскую культуры. О её ранних произведениях восторженно отзывались Рильке и Жан Жироду, а Томас Манн и вовсе описал её под именем Жаннетты Шёрль в своём романе «Доктор Фаустус».
Не раз возвращалась к теме детства, отразила его как в художественной, так и в мемуарной прозе. Неистовая любовь к музыке нашла воплощение в биографиях Моцарта, Шуберта, Людвига II и Вагнера.

## Романы
- 1913 — Экземпляр / Das Exemplar (премия Теодора Фонтане)
- 1918 — Бремя
- 1928 — Дафна Хербст / Daphne Herbst
- 1934 — Качели / Die Schaukel
- 1937 — Моцарт / Mozart. Sein Leben.
- 1941 — Шуберт / Schubert. Sein Leben.
- 1947 — Король Людвиг II Баварский и Рихард Вагнер / König Ludwig II. von Bayern und Richard Wagner

## Сценарии
- 1964 — Троянской войны не будет / Der trojanische Krieg findet nicht statt (по пьесе Жана Жироду, которую перевела)
- 1983 — Качели / Die Schaukel (по собственному роману)

## Награды
- 1955 — немецкая премия Гёте
- 1966 — французский орден За заслуги
- Орден «За заслуги перед Федеративной Республикой Германия»
- Орден Почётного легиона